# Steganthera symplocoides
Steganthera symplocoides är en tvåhjärtbladig växtart som beskrevs av Janet Russell Perkins. Steganthera symplocoides ingår i släktet Steganthera och familjen Monimiaceae. Inga underarter finns listade i Catalogue of Life.